# اریک رنو
اریک رنو (فرانسوی: Éric Renaud‎؛ زادهٔ ۳۰ مهٔ ۱۹۶۱) قایقران کانو اهل فرانسه است.